# رسول فرخی میکال
رسول فرخی میکال سیاستمدار ایرانی (متولد ۱۳۴۵ دیلمان) است. او در انتخابات یازدهمین دورهٔ مجلس شورای اسلامی نامزد حوزهٔ انتخابیهٔ لاهیجان و سیاهکل بود که با شعار توسعه اشتغال و معیشت و کسب ۱۸٬۶۲۰ رای از ۶۴٬۹۰۹ رای ماخوذه با غلبه بر ذبیح نیکفر نماینده منتخب این حوزه به مجلس یازدهم راه یافت او همچنین پس از مرگ محمدعلی رمضانی با پیشنهاد مجمع نمایندگان استان گیلان مسئولیت نماینده موقت آستانه اشرفیه را نیز برعهده داشت.
فرخی فارغ‌التحصیل کارشناسی مدیریت صنعتی، کارشناسی ارشد مدیریت دولتی و دوره دکتری مدیریت کسب و کار DBA گرایش استراتژیک از دانشگاه صنایع و معادن ایران است. فرخی پیش از این معاونت اداره کل بازرسی و ارزیابی عملکرد استانداری گیلان را بر عهده داشت. دیدگاه سیاسی او مستقل با گرایش به اصولگرایی ارزیابی می‌شود اما تعامل خوبی با تمامی جریان‌ها و احزاب دارد و معتقد است مصلحت مردم بر تصمیمات حزبی ارجحیت دارد. وی به صورت مستقل در انتخابات مجلس شورای اسلامی شرکت نمود.
او پس از ورود به مجلس شورای اسلامی به عضویت کمیسیون سیاست داخلی و شوراهای مجلس شورای اسلامی درآمد و پس از آن با رای ۱۳۱ نفر از نمایندگان به عنوان نماینده مجلس در هیئت مرکزی حل اختلاف و رسیدگی به شکایات شوراها انتخاب گردید. وی از امضا کنندگان طرح ممنوعیت مذاکره مسئولان و مقامات ایران با مقامات آمریکا بوده‌است.

## سوابق اجرایی
- نماینده شهرستانهای لاهیجان و سیاهکل در یازدهمین دوره مجلس شورای اسلامی
- نماینده معین شهرستان آستانه اشرفیه در مجلس شورای اسلامی
- دومین رئیس مجمع نمایندگان استان گیلان در مجلس یازدهم
- عضو کمیسیون سیاست داخلی و شوراهای مجلس شورای اسلامی
- نماینده مجلس در هیئت مرکزی حل اختلاف و رسیدگی به شکایات شوراها
- نایب رئیس فراکسیون حمایت از محصولات استراتژیک کشاورزی و صنایع وابسته
- عضو شورای مرکزی فراکسیون انقلاب اسلامی
- عضو شورای فرهنگ عمومی استان گیلان
- معاون اداره کل بازرسی و ارزیابی عملکرد استانداری گیلان
- رئیس گروه بازرسی و مدیریت عملکرد استانداری گیلان
- مدیر هسته گزینش استانداری گیلان
- عضو کارگروه مبارزه با فساد دستگاه‌های اجرایی استان گیلان
- دبیر مرکزی کارگروه امور اقتصادی استان گیلان
- دبیر مرکزی کارگروه رفاه و تأمین اجتماعی استان گیلان
- عضو کمیته تخصصی مدیریت کیفیت استانداری گیلان
- دبیر کارگروه بازرسی تخصصی از فرمانداریهای استان گیلان
- رئیس هیئت مدیره تعاونی مسکن استانداری گیلان
- بازرس کارگروه پیشگیری و مبارزه با رشوه در استانداری گیلان
- نماینده استانداری در ستاد امر به معروف استان گیلان
- عضو کارگروه مبارزه با فساد دستگاه‌های اجرایی استان گیلان
- عضو کمیته نظارت بر طرحهای زودبازده استان گیلان
- مسول پاسخگویی به مکاتبات دفتر ریاست جمهوری در استان گیلان

1. ↑  «اسامی ۳۶ نماینده امضاء کننده طرح ممنوعیت مذاکره با آمریکا». بایگانی‌شده از اصلی در ۱۲ ژوئیه ۲۰۲۱. دریافت‌شده در ۱۲ ژوئیه ۲۰۲۱.